# Bittanakurike, Tumkur
Bittanakurike là một làng thuộc tehsil Tumkur, huyện Tumkur, bang Karnataka, Ấn Độ.